# Caius Albucius Silus
Gaius Albucius Silus est un rhéteur romain, de la gens des Albucii, contemporain de Jules César. Il est né à Novare entre 60 et 55 avant Jésus-Christ et y serait mort au début du siècle suivant, peut-être en 10 apr. J.-C. ? 
Albucius est cité par Suétone et Sénèque l'Ancien, avant de faire l'objet d'un roman de Pascal Quignard en 1990, qui complète librement les zones d'ombre de sa vie, en voyant en lui non seulement un rhéteur, mais aussi un des premiers romanciers, comme Sénèque l'Ancien. 

## Biographie
Albucius était un édile de Novare. 
Exerçant la profession d'avocat, il aurait quitté la ville pour Rome après un incident "où la partie adverse l'aurait tiré par les pieds à bas de son estrade" pour l'empêcher de plaider. 
Suétone raconte que là-bas, il plaide aux côtés de L. Munatius Plancus, qu'il finit bientôt par dépasser. Il est reconnu comme un bon rhéteur, et plaide à l'occasion au forum. Mais il finit par abandonner définitivement ce métier, car il est pris au mot, par la partie adverse, à cause d'une figure de style malheureuse, prise au pied de la lettre et perd une affaire.
Suétone raconte aussi qu'à Milan, pour défendre un accusé devant le proconsul L.Pison, il défie le pouvoir et manque d'en subir les fâcheuses conséquences.
Albucius devient alors écrivain et rassemble des histoires picaresques, populaires, qui ne sont pas étrangères à son expérience judiciaire, car souvent il s'agit de courtes nouvelles, dont la conclusion est une plaidoirie où les arguments des deux parties sont tour à tour examinées. 
Ce qui est étonnant, c'est l'usage d'une langue latine quotidienne, n'excluant pas de parler de choses banales, communes, triviales, voire crues de la vie courante populaire : les sordidissima. Il s'oppose en cela, à l'affectation d'un empereur Octave, qui, à son époque, parlerait trop souvent Grec.
Sénèque le père raconte la façon dont d'abord assis, même par terre, il en venait à se lever et à devenir véhément dans des plaidoiries passionnées et interminables, qui « cependant avait un certain éclat ».  Quintilien  et Jérôme notamment lui trouvent du talent et le premier lui attribue un traité de rhétorique, qui se serait perdu.
Sénèque trouve Albucius assez brillant mais déplore qu'il soit capable d'énumérer les choses les plus communes dans ses déclamations. Il n'aime pas qu'il passe du terre à terre, au lyrique, du vulgaire, à la figure de style tirée de la meilleure culture grecque. Pourtant même si son humeur est souvent triste, inquiète, il avoue qu'on ne se lasse pas de l'écouter dans ses declamationes. Albucius aurait souvent essayé de changer son style, quitte à imiter celui de ses concurrents du moment, mais Sénèque, impitoyable, dit que malgré cela, il ne se serait pas amélioré avec le temps. 
Il meurt, semble-t-il, des suites d'un cancer, en choisissant de se laisser mourir d'inanition en public.

## Ouvrages
- Reliquiae
- Sordidissima
- Un traité de rhétorique ? (disparu mais cité par Quintilien)

## Sources
- Sentences, divisions et couleurs des orateurs de Sénèque le père
- Controverses de Sénèque le père
- De grammaticis et rhetoribus (Grammairiens et rhéteurs) de Suétone
- Chronique de Jérôme
- Rémy Poignault, « Albucius aux origines du roman chez Pascal Quignard », in Rémy Poignault, Sandrine Dubel, Présence du roman grec et latin, colloque international de Clermont-Ferrand, 23-25 novembre 2006, Caesarodunum - Présence de l’Antiquité, XL-XLI bis, 2011, p. 745-768, 2011 (en ligne)
- Albicius de Pascal Quignard, POL, 1990  (ISBN 2-86744-190-0) (Une version romancée de la vie d'Albucius)